# Subaru Forester
Subaru Forester er en SUV fra det japanske bilmærke Subaru. Navnet "Forester" er engelsk for "skovarbejder".
Første og anden modelgeneration lignede med deres lave karrosserihøjde på ca. 1,60 m en konventionel mellemklassestationcar. Med en frihøjde på knap 20 cm og permanent firehjulstræk er bilen egnet til let terrænkørsel, og har som en af få biler i sit segment også fordelergearkasse. Dermed har føreren tilsammen 10 fremgående gear til rådighed.
Ligesom Subaru-modellerne Legacy, Impreza og Tribeca kører også Forester med boksermotorer. Ifølge Subaru har boksermotoren den store fordel, at på trods af den større frihøjde ligger bilens tyngdepunkt lavere end på sammenlignelige konkurrenter, hvilket har en positiv indflydelse på køredynamikken. Motorpressen beskriver Foresters køreegenskaber som afbalancerede, agile og godmodige. Ved langtidstests, i TÜV-beretninger og i kundetilfredshedsundersøgelser har Forester altid ligget på en af de første pladser.

## Modelhistorie

### Forester (type SF, 1997−2002)
Den første generation af Forester kom på markedet i 1997. Bilen var drevet af en 2,0-liters firecylindret boksermotor med 90 kW (122 hk), som kunne kombineres med en femtrins manuel gearkasse eller et firetrins automatgear. Denne model blev i midten af 1998 suppleret af en 2,0-liters turboudgave med 125 kW (170 hk), og samtidig fik basismotoren sin effekt øget til 92 kW (125 hk).
Forester Turbo kunne, ligesom alle andre turboladede Subaru-modeller, kendes på det oven over intercooleren anbragte luftindtag på motorhjelmen. Med turboversionen var toppræstationer mulige, og Forester Turbo var ligeledes den hurtigste bil i klassen af firehjulstrukne stationcars.
I april 2001 gennemførtes et omfangsrigt facelift med ændringer på forlygterne, kølergrillen, bagklappen og baglygterne. Ligeledes blev sporvidden på bagakslen øget med 15 mm. 2,0 S Turbo havde nu 130 kW (177 hk).

#### Sikkerhed
Modellen bedømmes af det svenske forsikringsselskab Folksam til at være lige så sikker som middelbilen.

### Forester (type SG, 2002−2008)
I juli 2002 introduceredes den anden generation af Forester med et optisk stærkt modificeret karrosseri samt en modificeret kabine med et nyt instrumentbræt. Karrosseriets mål forblev stort set uændrede, ligesom effekten på begge motorerne med 92 kW (125 hk) hhv. 130 kW (177 hk). Programmet blev dog udvidet med en 2,5-liters turbomotor med 155 kW (210 hk). I Indien solgtes modellen som Chevrolet Forester.
I september 2005 fulgte et omfangsrigt facelift med nydesignet frontparti. Motorerne ydede nu 116 kW (158 hk) hhv. 169 kW (230 hk) for turbomodellens vedkommende. Den 2,0 liter store basismotor med 116 kW (158 hk) udmærkede sig ved et stort, brugbart omdrejningsområde. Det maksimalt tilladte omdrejningstal var 7400 omdr./min. Turbomotoren på 2,5 liter gav bilen en acceleration fra 0 til 100 km/t på 6,0 sekunder.
Da Subaru på daværende tidspunkt ikke lavede Forester med dieselmotor, kunne kunderne fra fabrikken mod merpris få eftermonteret et autogasanlæg. Brændstofomkostningerne kunne på denne måde reduceres kraftigt i forhold til ren benzindrift. Autogasteknikken fandtes til Subaru Forester 2,0X samt til Impreza 2,0R, Legacy 2,0R og Outback 2,5i.

#### Sikkerhed
Modellen bedømmes af det svenske forsikringsselskab Folksam til at være lige så sikker som middelbilen.

#### Tekniske specifikationer
| Model       | Slagvolume cm³ | Max. effekt kW (hk) / omdr. | Max. drejningsmoment Nm / omdr. | 0-100 km/t sek. | Topfart km/t |
| ----------- | -------------- | --------------------------- | ------------------------------- | --------------- | ------------ |
| 2002 − 2005 |                |                             |                                 |                 |              |
| 2.0 X       | 1994           | 92 (125) / 5600             | 184 / 3600                      | 11,4            | 180          |
| 2.0 XT      | 1994           | 130 (177) / 5600            | 245 / 3200                      | 8,3             | 202          |
| 2.5 XT      | 2457           | 155 (210) / 5600            | 320 / 3600                      | 6,3             | 226          |
| 2005 − 2008 |                |                             |                                 |                 |              |
| 2.0 X       | 1994           | 116 (158) / 6400            | 186 / 3200                      | 9,7             | 197          |
| 2.5 XT      | 2457           | 169 (230) / 5600            | 320 / 3600                      | 6,0             | 216          |

### Forester (type SH, 2008−2013)
Den tredje generation af Forester kom på markedet den 29. marts 2008. Modellen var vokset betydeligt i længde og højde, og kunne nu mere mere entydigt end tidligere konkurrere med de etablerede SUV-modeller Ford Kuga, Toyota RAV4, Honda CR-V og Volkswagen Tiguan. I teknisk hensigt var modellen dog næsten uændret, og havde fortsat boksermotorer og det kendte "Symmetrical AWD"-firehjulstræksystem.
Kunden kunne vælge mellem udstyrsvarianterne Trend, Active, Comfort og Exclusive.

#### Motorer
Ved introduktionen fandtes modellen udelukkende med benzinmotoren 2,0X med nu 110 kW (150 hk). Motoren kunne kombineres med enten femtrins manuel gearkasse eller automatgear. 2,5-liters turbomotoren med 230 hk var i Europa nu forbeholdt Schweiz.
I efteråret 2008 udvidedes modelprogrammet med en ny boxerdieselmotor (2,0D) med 108 kW (147 hk) og sekstrins manuel gearkasse. Den i benzinmodellen standardmonterede fordelergearkasse fandtes ikke til dieselmodellen.
| Model | Slagvolume cm³ | Max. effekt kW (hk) / omdr. | Max. drejningsmoment Nm / omdr. |
| ----- | -------------- | --------------------------- | ------------------------------- |
| 2.0X  | 1994           | 110 (150) / 6000            | 196 / 3200                      |
| 2.0D  | 1998           | 108 (147) / 3600            | 350 / 1800 − 2400               |

#### Facelift
I efteråret 2010 blev Forester III let modificeret. De optiske ændringer bestod i nye udvendige farver, modificeret fælgdesign, blinklys i sidespejlene og et let modificeret kølergrill.
- Subaru Forester (2010−2013)
- Bagfra

### Forester (type SJ, 2012−)
Den 23. marts 2013 kom fjerde generation af Forester ud til forhandlerne.

#### Motorer
| Model  | Slagvolume cm³ | Max. effekt kW (hk) / omdr. | Max. drejningsmoment Nm / omdr. | 0-100 km/t sek. | Topfart km/t |
| ------ | -------------- | --------------------------- | ------------------------------- | --------------- | ------------ |
| Benzin |                |                             |                                 |                 |              |
| 2.0X   | 1995           | 110 (150) / 6200            | 198 / 4200                      | 10,6            | 190          |
| 2.0XT  | 1998           | 177 (240) / 5600            | 350 / 2400 − 3600               | 7,5             | 221          |
| Diesel |                |                             |                                 |                 |              |
| 2.0D   | 1998           | 108 (147) / 3600            | 350 / 1600 − 2400               | 10,2            | 190          |

## Priser
- 2009: Top Safety Pick 2010[5]